# Honda CB 125
Unter der Bezeichnung CB 125 wurden von Honda verschiedene Viertakt-Motorrad-Modelle angeboten. 
Bis 2015 wurden nach Angabe des Herstellers über 3,4 Millionen Maschinen verkauft.

## Einzylinder
Das Modell CB 125 war eng verwandt mit der Honda CB 100 und wurde von 1971 bis 1975 mit 122 cm³ gefertigt. Das Modell CB 125 J wurde ab 1976 gefertigt und bis 1985 in Europa und Nordamerika angeboten. Es hatte 124 cm³ Hubraum, die Motorräder beider Serien hatten 14 PS und, wie alle CB-Motorräder, obenliegende Nockenwellen. Es gab zwei Nachfolgemodelle, erstens die im damals aktuellen Eurodesign gehaltene CB 125 N, zweitens die äußerlich nahezu unveränderte Honda CG 125 mit untenliegender Nockenwelle, deren Motor etwas weniger leistet, aber auch weniger Wartung braucht. Ebenso arbeitet Honda bei der Nachfolgern CBF 125 (in Deutschland 2009), der neueren CB 125 F seit 2015 und der CBR 125 R (2004–2017), CB 125 R (seit 2018) mit Einzylindermotoren mit obenliegender Nockenwelle. Die Motoren der 125 R-Modelle flüssigkeitsgekühlt.

## Zweizylinder

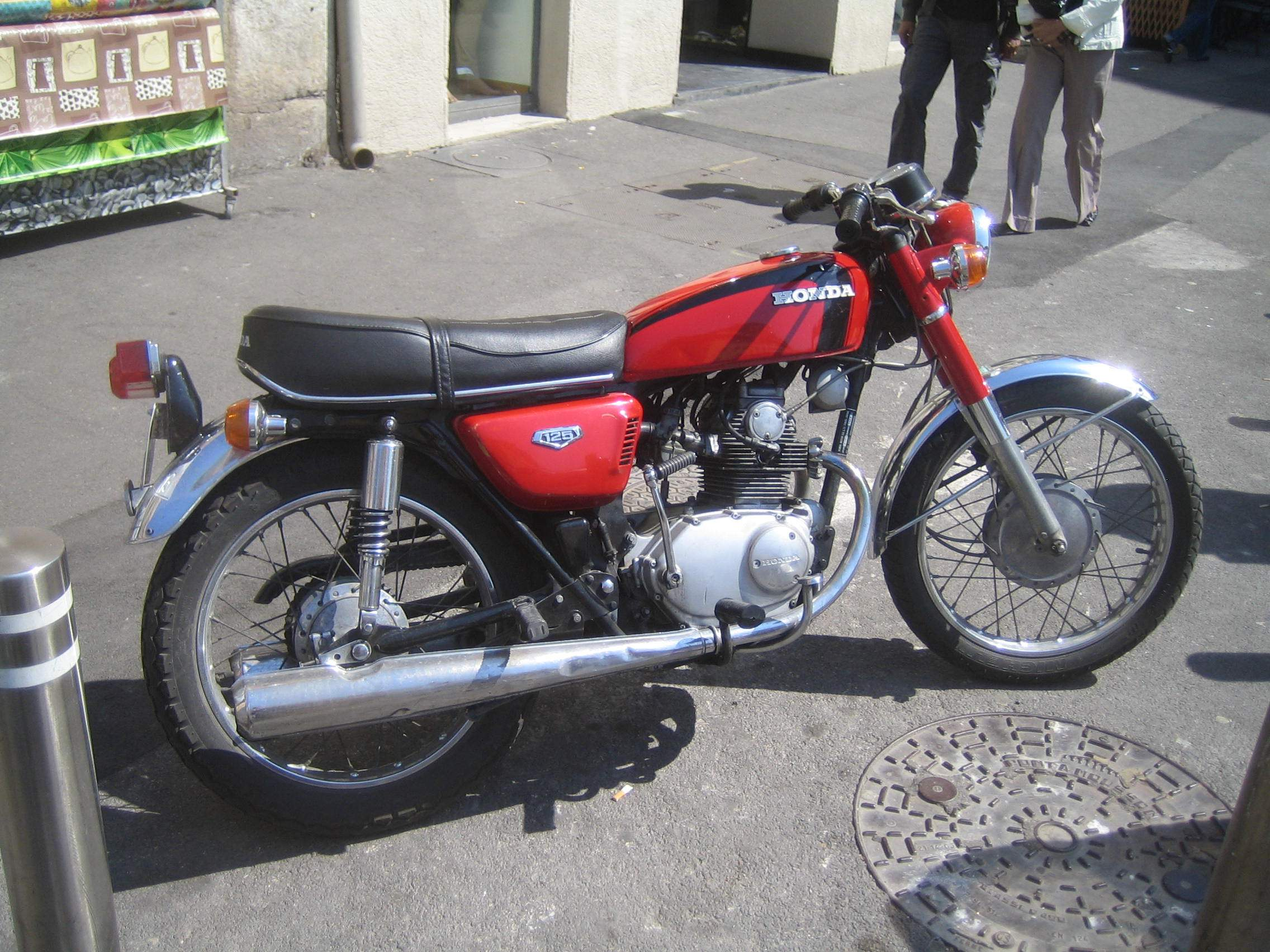
Honda CB 125 K Super Sport von 1971

Zweitens schon ab 1965 Modelle mit zwei Zylindern, als Nachfolger der CB 92. Sie waren im Gegensatz zur Vorgängerin mit zwei Vergasern ausgestattet.
Die erste in Deutschland angebotene CB 125 Super Sport (CB 125 SS), in manchen Ländern als CB 93 bezeichnet, hatte 1965 zuerst 14 PS und 1967 nur 12 PS. Erst 1970 wurde sie nach einer Pause in Deutschland wieder mit neuem Äußeren und neuem Motor mit 11 kW (15 PS) als CB125 K Super Sport angeboten. Eine CL 125 als Geländemaschine wurde nur in Japan verkauft. In den 1970er-Jahren wurde die CB 125 SS oft als Fahrschulmaschine für die Ausbildung zum Führerschein der damaligen Klasse 1 eingesetzt.
Die Modellversionen CB 125 T und CB 125 T 2 wurden von 1978 bis 1988 gebaut und verfügen über 13 kW (17 PS). Es gab allerdings auch eine gedrosselte Version mit 7 kW (10 PS), die mit dem alten Führerschein 1b gefahren werden darf. Beide Versionen unterscheiden sich durch die Vergaser und durch unterschiedliche Nockenwellen. In Japan wurde die CB 125 T (JC 06) von 1993 bis 1998 mit 16 PS bei 10.500 min−1 und 2001 mit 15 PS (11 kW) bei 11.000 min−1 angeboten.
Der Motor ist, wie auch bei den Vorgängerversionen, ein Zweizylinder-Parallel-Twin. Die vordere Scheibenbremse der CB 125 T/T 2 wird über einen Seilzug betätigt, was wohl bei Erscheinen des Modells ein großer Kritikpunkt war. Ebenso war die 6-Volt-Bordelektrik schon bei der Markteinführung der CB 125 T nicht mehr zeitgemäß. Die Vorgängerin von 1967 hatte noch eine 12-Volt-Bordelektrik.

### Modellübersicht
| Technische Daten           | CB 125 SS (CB 93)                                                                   | CB 125 SS                                                                           | CB 125 K                                                                            | CB 125 K/disc                                                                       | CB 125 T und CB 125 T 2                                                             |
| -------------------------- | ----------------------------------------------------------------------------------- | ----------------------------------------------------------------------------------- | ----------------------------------------------------------------------------------- | ----------------------------------------------------------------------------------- | ----------------------------------------------------------------------------------- |
| Motor                      | 2 Zylinder, Viertakt OHC (Leichtmetall), 2 Keihin-Horizontal-Drosselklappenvergaser | 2 Zylinder, Viertakt OHC (Leichtmetall), 2 Keihin-Horizontal-Drosselklappenvergaser | 2 Zylinder, Viertakt OHC (Leichtmetall), 2 Keihin-Horizontal-Drosselklappenvergaser | 2 Zylinder, Viertakt OHC (Leichtmetall), 2 Keihin-Horizontal-Drosselklappenvergaser | 2 Zylinder, Viertakt OHC (Leichtmetall), 2 Keihin-Horizontal-Drosselklappenvergaser |
| Hubraum                    | 124,6 cm³                                                                           | 124,6 cm³                                                                           | 124 cm³                                                                             | 124 cm³                                                                             | 124 cm³                                                                             |
| Verdichtung                | 9 : 1                                                                               | 9 : 1                                                                               | 9,4 : 1                                                                             | 9 : 1                                                                               | 9 : 1                                                                               |
| Leistung (PS)              | 14 bei 9.320 min−1                                                                  | 12 bei 9.320 min−1                                                                  | 15 bei 11.000 min−1                                                                 | 14 bei 10.500 min−1                                                                 | 17 bei 11.500 min−1                                                                 |
| Getriebe                   | 4-Gang, Fußschaltung                                                                | 4-Gang, Fußschaltung                                                                | 5-Gang, Fußschaltung                                                                | 5-Gang, Fußschaltung                                                                | 5-Gang, Fußschaltung                                                                |
| Bremsen                    | vorn Trommelbremse, hinten Trommelbremse                                            | vorn Trommelbremse, hinten Trommelbremse                                            | vorn Trommelbremse, hinten Trommelbremse                                            | vorn Scheibenbremse, hinten Trommelbremse                                           | vorn Scheibenbremse, hinten Trommelbremse                                           |
| Rahmen                     | Rohrrahmen                                                                          | Rohrrahmen                                                                          | Rohrrahmen                                                                          | Rohrrahmen                                                                          | Rohrrahmen                                                                          |
| Federung vorne             | Stoßdämpfer, Schraubenfeder                                                         | Stoßdämpfer, Schraubenfeder                                                         | Stoßdämpfer, Schraubenfeder                                                         | Stoßdämpfer, Schraubenfeder                                                         | Stoßdämpfer, Schraubenfeder                                                         |
| Federung hinten            | Gasdruckstoßdämpfer, Schraubenfeder                                                 | Gasdruckstoßdämpfer, Schraubenfeder                                                 | Gasdruckstoßdämpfer, Schraubenfeder                                                 | Gasdruckstoßdämpfer, Schraubenfeder                                                 | Gasdruckstoßdämpfer, Schraubenfeder                                                 |
| Länge × Breite × Höhe (mm) | 1974 × 745 × 990                                                                    | 1974 × 745 × 990                                                                    | 1980 × 745 × 1040                                                                   | 1980 × 745 × 1040                                                                   | 1980 × 680 × 1010                                                                   |
| Serienbereifung            | vorne 2,50–18,4, hinten 2,75–18,4                                                   | vorne 2,50–18,4, hinten 2,75–18,4                                                   | vorne 2,50–18, hinten 2,75–18                                                       | vorne 2,50–18, hinten 2,75–18                                                       | vorne 2,75–18, hinten 3,00–18 6 PR                                                  |
| Leergewicht                | 127 kg                                                                              | 127 kg                                                                              | 121 kg                                                                              | 127 kg                                                                              | 124 kg                                                                              |
| Bodenfreiheit              | 145 mm                                                                              | 145 mm                                                                              | 145 mm                                                                              | 145 mm                                                                              | 160 mm                                                                              |
| Höchstgeschwindigkeit      | über 115 km/h                                                                       | über 115 km/h                                                                       | über 115 km/h                                                                       | über 120 km/h                                                                       | 125 km/h                                                                            |
| Tankinhalt                 | 10,5 Liter                                                                          | 10,5 Liter                                                                          | 10 Liter                                                                            | 9 Liter                                                                             | 11,5 Liter                                                                          |
| Radstand                   | 1277 mm                                                                             | 1277 mm                                                                             | 1280 mm                                                                             | 1280 mm                                                                             | 1275 mm                                                                             |
| Produktionszeit            | 1965–1966                                                                           | 1967–1969                                                                           | 1970–1974                                                                           | 1974–1976                                                                           | 1978–1986                                                                           |